# Идиопатическая гиперсомния
Идиопатическая гиперсомния — неврологическое расстройство, характеризующееся, прежде всего, избыточной дневной сонливостью. Исторически сложилось, что заболевание редко диагностировалось, а постановка диагноза на ранней стадии представляет собой определённые трудности. Идиопатическая гиперсомния является хроническим заболеванием, длящимся всю жизнь, и по этой причине признается изнурительным. Уровень осведомлённости о данном заболевании остаётся низким, что часто ведёт к стигматизации страдающих от этого заболевания людей. Заболевание не поддаётся лечению, однако для купирования симптомов существует несколько офф-лейбл препаратов, которые прежде всего используются для лечения нарколепсии.
В медицинской литературе идиопатическая гиперсомния также имеет такие названия, как ИГ, ИГС, первичная гиперсомния или центральная гиперсомния. Диагностическое и статистическое руководство по психическим расстройствам определяет идиопатическую гиперсомнию как избыточную дневную сонливость без нарколепсии или связанных с ней других расстройств сна. Идиопатическая гиперсомния диагностируется в условиях, когда нет других медицинских диагнозов, которые могли бы свидетельствовать о развитии вторичной гиперсомнии, а также характеризуется избыточной сонливостью, несмотря на нормальное качество и количество времени ночного сна (и иногда, несмотря на увеличенное время ночного сна). Некоторые учёные полагают, что идиопатическая гиперсомния возникает из-за проблем, связанных с системами головного мозга, которые регулируют циркадные ритмы. Несколько лет назад в цереброспинальных жидкостях некоторых больных идиопатической гиперсомнией было найдено вещество, схожее с препаратами класса бензодиазепинов, которое соответствующим образом влияло на ГАМК, нейромедиатор, который, как считается, отвечает за уровень бодрости человека.

## Классификация
В дополнение к дифференциации между первичной и вторичной гиперсомнией, международная классификация расстройств сна (МКРС) от 2001 года классифицировала следующие виды гиперсомний: идиопатическая гиперсомния, нарколепсия, и периодические гиперсомния (например, Синдром Клейне — Левина).
МКРС от 2001 года определяет идиопатическую гиперсомнию как «расстройство центральной нервной системы, ассоциирующееся с нормальным или длительным эпизодом ночного сна и избыточной сонливостью, состоящей из продолжительных (1-2 часа) эпизодов NREM сна». МКРС изначально зафикисировала две формы идиопатической гиперсомнии: «1) полисимптоматическую форму с ночным и дневным сном, аномально длительным по своей продолжительности с эффектом „опьянения“ при пробуждении; 2) моносимптоматическую форму, проявляющуюся только в избыточной дневной сонливости». Эти формы были позже названы «идиопатической гиперсомнией с длительным временем сна» и «идиопатической гиперсомнией без длительного времени сна» соответственно.
Данная классификация неуклонно расширялась, поскольку более современные исследования установили связь между нарколепсией и идиопатической гиперсомнией. Третье издание МКРС на данный момент готовится к публикации, и в новой классификации нарколепсия, вызванная дефицитом гипокретина, будет отмечена в качестве «нарколепсии 1 типа», которая почти всегда связана с катаплексией. Другие гиперсомнии будут классифицированы по признаку наличия фаз быстрого сна. Они будут обозначены как «нарколепсия» 2 типа с двумя или более проявлениями фаз быстрого сна, согласно тестированию на латентность сна (МТЛС), и «идиопатическая гиперсомния» с менее чем 2 фазами быстрого сна.
Тем не менее, «нет доказательств тому, что патофизиология или терапевтическая реакция существенно отличаются в рамках гиперсомний с или без фаз быстрого сна по результатам тестирования на латентность сна». Учитывая частичное совпадение идиопатической гиперсомнии и нарколепсии, в пятом издании диагностического и статистического руководства по психическим расстройствам (DSM-5) была также обновлена классификация первичных гиперсомний. Идиопатическая гиперсомния с и без длительного времени сна подверглась переклассификации и была названа «большим расстройством сна». Кроме того, «большое расстройство сна» включает в себя все синдромы гиперсомнии, не вызванные низким гипокретином, включая не только идиопатическую гиперсомнию, но также нарколепсию без катаплексии и пациентов, нуждающихся в длительном сне (более 10 часов в день).

## Эпидемиология
Как правило, симптомы идиопатической гиперсомнии начинаются в подростковом возрасте, хотя они также могут начаться и позднее. Расстройство обычно развивается медленно в течение нескольких месяцев или лет, обычно ухудшаясь в течение этого периода. Изначально прогрессируя, идиопатическая гиперсомния чаще всего стабилизируется и длится в течение всей жизни. Спонтанные ремиссии отмечаются у 10-15 % пациентов.
Согласно ограниченным эпидемиологическим данным, идиопатическая гиперсомния несколько преобладает у женщин (1,8 к 1). Семейные случаи являются частыми, составляя от 25 % до 66 %, без какого-либо чёткого наследственного фактора."
Идиопатическая гиперсомния долго воспринималась в качестве редкого заболевания, которое, как полагают, встречается в 10 раз реже, чем нарколепсия. Хотя истинная распространённость идиопатической гиперсомнии не известна, считается, что её распространенность составляет от 1 к 10000 до 1 к 25000 (форма с длительным временем ночного сна) и от 1 к 11000 до 1 к 100000 (форма без длительного ночного сна). Более точная оценка «осложняется из-за отсутствия чётких биологических маркеров» и отсутствием «однозначных диагностических критериев».
Поскольку идиопатическая гиперсомния считается редким заболеванием, она не получает должного внимания со стороны властей и исследователей. Наиболее широкую известность заболевание имеет в Северной Америке и Европе, где существуют программы помощи пациентам и семьям, страдающим от данного заболевания.

## Симптомы
Больные идиопатической гиперсомнией испытывают чрезмерную сонливость в течение дня, несмотря на «адекватное, или чаще, неординарное количество сна (например, более 10 часов в сутки)». Сон обычно глубокий, причём пробуждение является трудным даже при использовании нескольких будильников. Несмотря на большее, чем требуется организму, количество сна, такие пациенты просыпаются не отдохнувшими и могут также страдать от состояния, похожее на грогги, которое в тяжёлой форме часто называют «опьянение сном» (значительная дезориентация после пробуждения). Дневной сон, как правило, длится достаточно долго (до нескольких часов) и также не способствует освежающему эффекту (в то время как при нарколепсии дневной сон обладает освежающим эффектом). Так же могут отмечаться сонный паралич и гипнагогия.
Несколько исследований показали увеличение частоты других симптомов у пациентов с идиопатической гиперсомнией, хотя не ясно, вызваны ли эти симптомы идиопатической гиперсомнией. Эти симптомы включают учащённое сердцебиение, проблемы с пищеварением и регуляцией температуры тела, а также когнитивные проблемы, включая проблемы с памятью, вниманием и концентрацией. Тревога и депрессия при идиопатической гиперсомнии являются, скорее всего, реакцией на хроническое заболевание. Отмечаются симптомы вегетососудистой дистонии, такие как онемение и похолодание конечностей, обмороки и головные боли. Тяга к еде и импотенция также могут ассоциироваться с идиопатической гиперсомнией. Кроме того, некоторые пациенты «испытывают гиперчувствительность по отношению к седативным препаратам, например, анестетикам, снотворным таблеткам или алкоголю». Интенсивность симптомов часто варьируется между неделями, месяцами или годами, причём, стоит отметить, что иногда симптомы ухудшаются перед менструацией у женщин. Многие пациенты хронически опаздывают на работу и учёбу, и, с течением времени, у них может отмечаться потеря способностей к функционированию в семье, обществе, в профессиональной сфере или других сферах жизни.

## Этиология
В отличие от нарколепсии с катаплексией, которая имеет чётко выраженную причину (аутоиммунное разрушение гипокретин-вырабатывающих нейронов), причина идиопатической гиперсомнии до недавнего времени была неизвестна, от чего и пошло название этого расстройства. Тем не менее, исследователи выявили несколько нарушений, связанных с ИГС, которые, по ходу дальнейших исследований, могут помочь в определении этиологии данного заболевания.
Разрушение норадренергических нейронов вызвало явления гиперсомнии у подопытных животных; повреждение адренергических нейронов, как выяснилось, также ведёт к гиперсомнии. Идиопатическая гиперсомния также связана со сбоем системы норадреналина и снижением уровней гистамина в спинномозговой жидкости. Исследователи обнаружили аномальную гиперчувствительность к ГАМК (основное химическое вещество в головном мозге, отвечающее за седативный эффект) в подгруппе пациентов с центральной гиперсомнией, а именно с идиопатической гиперсомнией, нарколепсией без катаплексии и у людей с большой продолжительностью сна. Им удалось установить маленькое (от 500 до 300 дальтонов) биологически активное вещество естественного происхождения (скорее всего, пептид, так как является чувствительным к трипсину) в спинномозговой жидкости пациентов. Хотя эта субстанция требует дальнейшей идентификации своей химической структуры, её уже на этом этапе относят к «сомногенам», так как она, как выяснилось, вызывает повышенную реактивность ГАМК-рецепторов, что приводит к увеличению седативного эффекта или сонливости.

## Диагностика
Идиопатическая гиперсомния исторически «с трудом подвергалась диагностированию на ранней стадии» особенно потому, что чрезмерная дневная сонливость может быть вызвана множеством других заболеваний. Таким образом, на момент постановки диагноза, многие пациенты уже страдали этим недугом в течение многих лет.
Ещё больше осложняет диагностирование то, что при идиопатической гиперсомнии отсутствуют чёткие клинические проявления. В то время как нарколепсия связана с катаплексией и эпизодами REM-сна, а синдром Клейна-Левина связан с гиперфагией (компульсивная тяга к еде) и гиперсексуальностью, идиопатическая гиперсомния не имеет таких явных симптомов кроме, возможно, «опьянения сном». «Следовательно, существовала тенденция к классификации всех трудных случаев чрезмерной дневной сонливости в качестве идиопатической гиперсомнии». Например, синдром сопротивления верхних дыхательных путей и синдром отсроченного наступления фазы сна ранее путали с идиопатической гиперсомнией, но со временем эти расстройства были изучены и отделены от первичной гиперсомнии, и поэтому сегодня врачи могут более достоверно исключить эти причины чрезмерной дневной сонливости для того, чтобы диагностировать идиопатическую гиперсомнию. Тем не менее, «даже при наличии других причин гиперсомнии, следует тщательно оценить влияние этих этиологических факторов на жалобу на чрезмерную дневную сонливость, и когда все направленные методы лечения дневной сонливости не способствуют её купированию, следует рассматривать в качестве диагноза идиопатическую гиперсомнию.»
Тяжесть чрезмерной дневной сонливости может быть определена количественно с помощью субъективных шкал, например, с помощью шкалы сонливости Эпворта или шкалы сонливости Стэнфорда, а также с помощью объективных тестов, включая тестирование на латентность сна.
У пациентов с идиопатической гиперсомнией полисомнография обычно, хотя и не всегда, показывает короткую латентность сна, повышенные показатели медленного сна и высокую эффективность средней фазы сна. «Латентность к фазе быстрого сна и проценты лёгкого сна и быстрой фазы сна были в норме при сравнении с нормальными значениями».
Важно отметить, что хотя при идиопатической гиперсомнии показатели времени латентности сна обычно являются короткими, клиническая картина не всегда соответствует показателям МТЛС. В действительности, «латентность сна более 5 минут не редкость у больных с клинически тяжело выраженной гиперсомнией».
Хотя МТЛС представляет собой лучший инструмент для диагностики избыточной дневной сонливости, у него нет возможности фиксировать дневные, не приносящие облегчения, засыпания, которые часто имеют место при идиопатической гиперсомнии. Усложняет диагностику то, что несколько групп исследователей обнаружили нормальные результаты МТЛС у пациентов, у которых, как представляется, имеется идиопатическая гиперсомния. Поэтому, когда существует подозрение на идиопатическую гиперсомнию, ученые предлагают проводить непрерывную 24-часовую полисомнографию. Кроме того, анализ спинномозговой жидкости также может проводиться с целью проверки наличия адекватного уровня гипокретина (для исключения нарколепсии с катаплексией) и для того чтобы определить, увеличивает ли спинномозговая жидкость пациента чувствительность ГАМК-рецептора (считается, что именно это лежит в основе многих случаев идиопатической гиперсомнии и нарколепсии без катаплексии). В целом, существует очень мало лабораторий, которые способны проводить подобный анализ спинномозговой жидкости. Важно также отметить, что, в то время как нарколепсия тесно связана с генотипом en:HLA-DQB1*0602, HLA типизация не является верным методом в положительном диагностировании идиопатической гиперсомнии, несмотря на некоторые сообщения, предполагающие увеличение частоты HLA Cw2 и DRS у субъектов с идиопатической гиперсомнией."

## Терапия
Идиопатическая гиперсомния, на данный момент, неизлечима. Кроме того, поскольку основной механизм заболевания полностью не выявлен, попытки лечения обычно сосредоточены на купировании симптомов. Хотя существуют несколько утверждённых агентством FDA препаратов для лечения нарколепсии, не существует утверждённых препаратов для идиопатической гиперсомнии. Таким образом, аналептики, использующиеся для лечения нарколепсии, также часто используются офф-лейбл при идиопатической гиперсомнии. «Данный вид лечения не был досконально изучен у пациентов с идиопатической гиперсомнией, и некоторые больные не испытывают значительного улучшения симптомов, принимая данные препараты.»
Тем не менее, современные исследования говорят о перспективности некоторых других лекарств для лечения идиопатической гиперсомнии. «Как только системы головного мозга, регулирующие сонливость и бессонницу, будут лучше изучены, учёным легче будет разработать методы лечения, направленные именно на эти системы.»
Вдобавок к лекарственным препаратам, поведенческая терапия и гигиена сна предлагаются в качестве дополнений, хотя они имеют незначительное влияние на течение заболевания. Планирование сна является бесполезным, поскольку сон неизменно будет длительным и неосвежающим." Хотя когнитивно-поведенческая психотерапия не способствует уменьшению дневной сонливости, её целью, чаще всего, является помощь пациентам в снижении их негативных эмоциональных реакций (например, фрустрация, гнев, депрессия) при симптомах заболевания. Кроме того, поскольку идиопатическая гиперсомния "может привести к распаду брака, комплексные консультации с партнёром пациента касательно симптомах и возможностях лечения может быть частью комплексного плана терапии заболевания. Просвещение родственников, друзей и коллег помогает пациенту улучшить качество жизни при наличии этой неизлечимой болезни.
В целом, препараты, используемые при идиопатической гиперсомнии (не по прямому назначению) только частично помогают справиться с симптомами заболевания.

### Психостимуляторы
Существуют несколько психостимуляторов, утверждённых FDA для лечения избыточной сонливости, вызванной нарколепсией. К ним относят, например, метилфенидат (Риталин) и декстроамфетамин. Селегилин также может обладать некоторой эффективностью, так как он, «в первую очередь, является метаболическим предшественником амфетамина, оказывая большую часть своего влияния путём метаболизма амфетамина». Хотя стимуляторы могут эффективно снижать сонливость в краткосрочном и среднесрочном периодах, они редко обладают долгосрочной эффективностью, так как у пациентов вырабатывается устойчивость к этим эффектам. Кроме того, существуют неприятные побочные эффекты, включающие в себя проблемы с сердцем, агрессивное поведение и зависимость.
Мазиндол представляет собой стимулятор, сходный с амфетаминами, «который эффективен при лечении гиперсомнии у нарколептиков».

### Аналептики и ингибиторы
Аналептики, используемые при лечении нарколепсии, включают в себя модафинил и армодафинил. Их фармакология ясна не до конца, однако эти препараты, «по-видимому, влияют на химические процессы в головном мозге, которые способствуют бодрствованию.» Они увеличивают гипоталамические уровни гистамина, и они, как известно, связываются с транспортерами дофамина, тем самым ингибируя его обратный захват. Модафинил может вызывать неприятные побочные эффекты, включая тошноту, головную боль, сухость во рту у некоторых пациентов, в то время как другие сообщают об отсутствии улучшений даже при относительно высоких дозировках.
Атомоксетин (Ребоксетин в Европе) представляет собой адренергический ингибитор обратного захвата, который увеличивает время бодрствования (в целом, менее сильный, чем препараты, которые действуют на дофамин).
Ритансерин является антагонистом серотонина, который «улучшил показатели дневной бдительности и субъективного качества сна у пациентов при употреблении обычных препаратов против нарколепсии.» Он предназначен в качестве вспомогательного (добавка к другим основным препаратам) лекарства, и хотя он не доступен в США, его можно приобрести в Европе.

### Оксибутират натрия
Оксибутират натрия (Xyrem™) является орфанным препаратом, который разработан специально для лечения нарколепсии. Он, обеспечивает глубокий сон и улучшает дневную сонливость (а также катаплексию) у пациентов с наркоплексией; тем не менее, «его эффективность в отношении идиопатической гиперсомнии не является доказанной.»
В 2021 г. для лечения идиопатической гиперсомнии был одобрен Xywav.

### Препараты, воздействующие на гистамин
«Исходя из роли гистамина в обеспечении бодрствования (общим побочным эффектом антигистаминных препаратов, например, Димедрола, является сонливость), препараты, ориентированные на гистамин находятся в стадии разработки.» Изучается, будут ли антагонисты Н3 (например, такие соединения, как питолизант, которые обеспечивают высвобождение содействующих бодрствованию аминов гистамина) полезными в качестве содействующих бодрствованию препаратов при лечении идиопатической гиперсомнии.

### Препараты, воздействующие на ГАМК
Учитывая возможную способность гиперактивных рецепторов ГАМК вызывать симптомы идиопатической гиперсомнии, препараты, которые могли бы противодействовать этой активности, на данный момент находятся в стадии изучения: к ним относят кларитромицин и флумазенил.

#### Кларитромицин
In vitro кларитромицин (антибиотик для лечения инфекций), как выяснилось, возвращает функцию ГАМК в норму у пациентов с идиопатической гиперсомнией. Исследователи провели лечение на нескольких пациентах, в ходе которого они употребляли кларитромицин не по прямому назначению, и большинство почувствовало улучшение симптомов в ходе такого лечения. Для дальнейшего изучения того, действительно ли кларитромицин благотворно влияет на течение идиопатической гиперсомнии, в 2012 году было проведено небольшое, двойное слепое, рандомизированное, плацебо-контролируемое клиническое исследование. «В этом пилотном исследовании кларитромицин улучшил субъективную сонливость при идиопатической гиперсомнии, связанной с аномальными уровнями ГАМК». В 2013 году в ходе ретроспективного обзора по оценке долгосрочного употребления кларитромицина была выявлена эффективность у большого процента пациента со связанной с ГАМК гиперсомнией.

#### Флумазенил
Флумазенил представляет собой единственный доступный антагонист бензодиазепиновых рецепторов, и он, на данный момент, выпускается только в форме внутривенных инъекций. Он применяется в качестве антидота при острой интоксикации бензодиазепинами и/или барбитуратами. Тем не менее, исходя из его фармакологических свойств, исследователи считают, что он является перспективным препаратам в лечении идиопатической гиперсомнии.
В ноябре 2012 года были опубликованы результаты небольшого, двойного слепого, рандомизированного, плацебо-контролируемого клинического испытания. Это исследование показало, что флуманезил обеспечивает облегчение у большинства пациентов, чья спинномозговая жидкость содержит неизвестный «сомноген», который усиливает функцию рецепторов ГАМК, что делает их более восприимчивыми к ГАМК-индуцированному эффекту сонливости. У одного пациента, ежедневное употребление флумазенила в форме подъязычных леденцов и крема оказалось эффективным в течение нескольких лет. в 2014 году был опубликован отчет, который также подтвердил улучшения при непрерывных подкожных инфузиях флумазенила. Ранее считалось, что фармакологические компании не смогут покрыть спрос на флумазенил в связи с его возможной эффективностью при лечении идиопатической гиперсомнии, однако, дефицит препарата был преодолен, и на данный момент в США десятки пациентов лечатся с помощью флумазенила, используемого офф-лейбл.

## Прогноз
Идиопатическая гиперсомния — заболевание, длящееся всю жизнь (с редкими спонтанными ремиссиями), симптомы которого обычно начинаются в подростковом или юношеском возрасте. Изначально прогрессирует, однако может стабилизироваться; болезнь сильно отражается на профессиональной и социальной активности. Идиопатическая гиперсомния сильно влияет на работоспособность, способность к обучению и качество жизни. Пациенты обычно испытывают слишком сильную сонливость для того, чтобы работать или посещать регулярно школу. Идиопатическая гиперсомния чаще чем нарколепсия выводит человека из строя. Удивительно то, что дневная сонливость при идиопатической гиперсомнии является более серьезной помехой нормальной жизнедеятельности, чем катаплексия при нарколепсии.
Из-за серьёзных последствий избыточной дневной сонливости и идиопатическая гиперсомния, и нарколепсия могут быть причиной безработицы. Несколько исследований показали высокий уровень безработицы у нарколептиков (30-59 %), что, как считается, связано с тяжёлыми симптомами этого заболевания.

## Общество и культура
Идиопатическая гиперсомния редко встречается в обществе и имеет очень низкий уровень общественной осведомлённости. Из-за низкого уровня осведомлённости пациенты с идиопатической гиперсомнией «часто нуждаются в значительной поддержке, так как они подвержены риску непонимания, ведь их болезнь могут принять за некомпетентность или лень. Таким образом, обучение родственников, друзей и коллег помогает пациентам с этой неизлечимой болезнью повысить качество жизни».